# لعناية الغمرة (غمرة السجع)
لعناية الغمرة هو دُوَّار يقع بجماعة سبع رواضي، إقليم مولاي يعقوب، جهة فاس مكناس في المملكة المغربية. ينتمي الدوّار لمشيخة غمرة السجع التي تضم 8 دواوير. يقدر عدد سكانه بـ 185 نسمة حسب الإحصاء الرسمي للسكان والسكنى لسنة 2004.

## روابط خارجية
- البوابة الوطنية للجماعات الترابية نسخة محفوظة 12 مارس 2018 على موقع واي باك مشين.
- المندوبية السامية للتخطيط